# Kanton Montluçon-Nord-Est
Kanton Montluçon-Nord-Est (fr. Canton de Montluçon-Nord-Est) je francouzský kanton v departementu Allier v regionu Auvergne. Tvoří ho tři obce.

## Obce kantonu
- Montluçon (severovýchodní část)
- Saint-Victor
- Vaux